# Estudios de Cultura Náhuatl
Estudios de Cultura Náhuatl es una revista de historia especializada en la cultura nahuatl. Es editada por el Instituto de Investigaciones Históricas de la Universidad Nacional Autónoma de México.
La primera edición, con diez artículos, fue publicada en 1959 bajo la dirección del doctor Ángel María Garibay. Fue publicada anualmente hasta 2011, cuando pasó a ser semestral.